# Plexippus tectonicus
Plexippus tectonicus är en spindelart som beskrevs av Prószynski 2003. Plexippus tectonicus ingår i släktet Plexippus och familjen hoppspindlar. Inga underarter finns listade i Catalogue of Life.